# Spiroglyptus rastrus
Spiroglyptus rastrus är en snäckart som först beskrevs av Morch 1861.  Spiroglyptus rastrus ingår i släktet Spiroglyptus och familjen Vermetidae. Inga underarter finns listade i Catalogue of Life.